# Trekiji
Trekiji (eng.  Trekkie) su obožavatelji znanstveno fantastičnog serijala Zvjezdane staze (eng. Star Trek) i njegovog izmišljenog svemira. 
Sama riječ „trekiji“ je skovana 1967. od strane Arthura Saha kada je na jednoj konvenciji znanstvene fantastike vidio ljude da nose šiljaste uši kao i jedan od likova u seriji, Spock.
Danas postoji mnogo njihovih klubova po cijelom svijetu, a najznačajniji je STARFLEET International koji često organizira konvencije po cijelom svijetu. Kod nas u Hrvatskoj, također postoje mnoge „treki“ grupe od kojih je jedna i USS Croatia. Na tim konvencijama često se oblače kao likovi iz serija, nose službene odore Zvjezdane Flote, trikodere (neka vrsta univerzalnog istraživačkog uređaja), maske da bi izgledali kao Klingonci s prepoznatljivima naborima na čelu, te već spomenute šiljaste uši da bi izgledali kao vrsta Vulkanci.
Pritom valja istaknuti kako se terminom Trekiji ponekad označavaju tek fanovi Originalne serije, dok se fanovi novijih serija često označavaju terminom Trekeri. Trekiji su poznati i po stvaranju novog jezika – klingonskog. To je jezik posebno stvoren za potrebe serije, ali s namjerom da bude stran i neuobičajen. On je centriran oko serije same, tako da nema mnogo prakse u stvarnom životu (npr. na klingonskom postoji riječ za most u smislu zapovjednog mosta (meH), ali ne i za most u smislu most koji koristimo za prelazak preko vode). Jezik ima vrlo složenu gramatiku i semantiku. Po popisu iz 1996. na cijelom svijetu je samo 12 ljudi tečno govorilo klingonski, dok obični trekiji znaju poneke izraze kao što su: Q'apla (pozdrav koji u doslovnom prijevodu znači „uspjeh“), Bat'leth (klingonsko oružje), Gagh (klingonsko jelo u obliku svježih crva)...
Poznati ljudi koji su trekiji su: jordanski kralj Abdullah II. koji se čak i pojavio u jednoj epizodi serije, Martin Luther King kojemu se sviđala ideja da crnci i bijelci rade zajedno, Stephen Hawking poznati svjetski fizičar, Angelina Jolie, Barack Obama, Ronald Regan, Arnold Schwarzenegger, Frank Sinatra i mnogi drugi…